# مدار أرضي متوسط

مدارات أرضية مختلفة

المدار الأرضي المتوسط (بالإنجليزية: Medium Earth Orbit)‏ هو منطقة من الفضاء حول الأرض بين 2000 و 786 35 كلم من الارتفاع عن الأرض أي أعلى من المدار الأرضي المنخفض وتحت المدار الجغرافي الثابت.
يُسْتَخْدَم هذا المدار لوضع الأقمار الاصطناعية الخاصة بالملاحة مثل غلوناس على ارتفاع 19100 كلم، بنظام التموضع العالمي على ارتفاع 20200 كلم وغاليليو  على ارتفاع 23222 كلم. وُضِّع أيضاً في هذا المدار القمر الصناعي تيلستار الخاص بالاتصالات.
الفترات المدارية من للأقمار الصناعية في هذا المدار تتراوح في المتوسط بين 2 إلى 12 ساعة.